# Игнатий (Карагёзов)
Епи́скоп Игна́тий (в миру Игнат Колев Карагёзов, болг. Игнат Колев Карагьозов; 11 июля 1972, Сливен, Болгария) — епископ Болгарской православной церкви, епископ Проватский, викарий Сливенской епархии.

## Биография
В 1991 году окончил строительно-архитектурный техникум в городе Сливене. Был известным в Болгарии легкоатлетом в беге на средние дистанции.
В 1998 году окончил Кирилло-Мефодиевский богословский факультет Великотырновского университета.
22 сентября 1998 года был пострижен в монашество митрополитом Геласием (Михайловым), главным секретарём Священного Синода, в монастыре Пресвятой Богородицы в селе Кабиле близ города Ямбол. Был насельником Поморийского монастыря святого Георгия. Его духовником является митрополит Сливенский Иоанникий (Неделчев).
21 ноября 1998 года в кафедральном соборе святого Димитрия в Сливене был рукоположён митрополитом Иоанникием во иеродиакона. 1 декабря 1998 года назначен епархиальным диаконом. 20 декабря 1998 года рукоположён тем же иерархом в сан иеромонаха.
1 марта 1999 года назначен протосинкеллом Сливенской епархии.
8 сентября 2001 года в монастыре Рождества Пресвятой Богородицы близ села Кабиле митрополитом Сливенским Иоаникием был возведён в сан архимандрита.
В сентябре-октябре 2001 года совершил Паломническую поездку в пределы Русской Православной Церкви, в ходе которой он встретился с Патриархом Алексием II.
1 февраля 2004 года решением Священного Синода Болгарской православной церкви назначен представителем Болгарского Патриархата при патриархе Московском и всея Руси, а также настоятелем Московского Успенского храма в Гончарах. Прибыл в Москву 2 февраля 2004 года.
11 марта того же года в Патриаршей резиденции в Чистом переулке был представлен Патриарху Московскому и всея Руси Алексию II.
19 марта 2008 года решение Священного Синода Болгарской Православной Церкви было принято решение о поставлении архимандрита Игнатия в титулярного епископа Проватского.
20 марта 2008 года в Синодальной палате в присутствии Болгарского патриарха Максима и Синодальных архиереев было совершено его архиерейское наречение во епископа.
6 апреля 2008 года в Соборе великомученика Димитрия в городе Сливене был хиротонисан во епископа Проватского. Хиротонию совершили: митрополит Сливенский Иоанникий (Неделчев), митрополит Видинский Дометиан (Топузлиев), митрополит Варненский и Великопреславский Кирилл (Ковачев), митрополит Великотырновский Григорий (Узунов), митрополит Русенский Неофит (Димитров), митрополит Плевненский Игнатий (Димов), митрополит Ловечский Гавриил (Динев), епископ Стобийский Наум (Димитров), епископ Знепольский Иоанн (Иванов), епископ Траянопольский Киприан (Казанджиев), епископ Константийский Антоний (Михалев).
Изначально планировалось, что епископ Игнатий будет находиться в Бургасе, но затем было принято решение оставить его при митрополите Сливенском Иоанникии, чтобы не потворствовать появившемуся в 1990-е годы желанию жителей Бургаса выделиться в отдельную епархию. Планировалось, что 10 апреля 2008 года он прилетит в Москву, чтобы официально сдать свои полномочия настоятеля подворья Болгарской Православной Церкви в Москве, однако по распоряжению Патриарха Максима епископ Игнатий остался на Болгарском подворье в Москве до избрания его преемника.
7 января 2011 года освобожден от должности Представителя Болгарской православной церкви в Москве и назначен действующим викарием Сливенской митрополии.
17 ноября 2011 года на епархиальных выборах Варненской и Великопреславской епархии был выбран одним из двух кандидатов, наряду с епископом Агафонийским Борисом (Добревым); епископ Борис при этом набрал 17 голосов, а епископ Игнатий — 16. Подобные итоги вызвали активное возмущение ряда клириков и мирян епархии, которые сочли Бориса недостойным митрополичьего сана из-за связанных с его именем скандалов. Они утверждали, что до голосования часть избирателей была подкуплена. Один из избирателей, Борислав Аврамов, рассказал радиостанции «Фокус», что голосование стало реализацией предварительного договора об избрании помимо епископа Бориса, такого кандидата, который не сможет составить ему реальную конкуренцию. 18 ноября болгарские СМИ опубликовали сообщения о самоотводе епископа Игнатия. В интервью Болгарскому радио он сообщил, что действительно считает, что выборы были ангажированы, и что он трижды начинал писать прошение о самоотводе, но так его пока и не закончил. Также он предложил, чтобы митрополит Варненский был выбран путем жребия, а не голосованием Синода. 23 ноября на внеочередном заседании Синод БПЦ в полном составе принял решение отменить итоги проведенных в Варне выборов кандидатов и постановил назначить повторные епархиальные выборы двух кандидатов на кафедру в Варне на 15 декабря.